# Année mariale

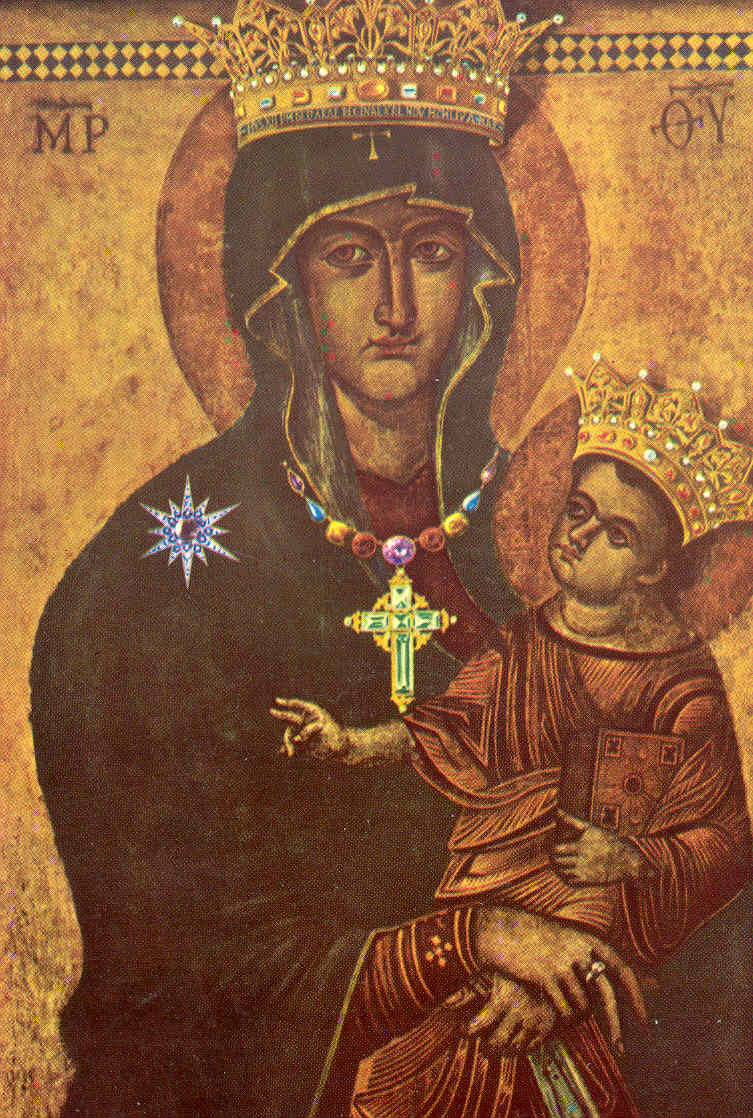
Icône du Salus Populi Romani.

L'année mariale désigne une année civile durant laquelle Marie, la mère de Jésus, doit être particulièrement vénérée et célébrée par l'Église catholique. Les années mariales ne suivent pas de périodicité fixe. Elles peuvent être déclarées par une autorité religieuse : par un évêque pour son diocèse ou par la conférence nationale des évêques pour un pays par exemple. Dans l'histoire catholique, la proclamation d'années mariales internationales n'est intervenue qu'à deux reprises : en 1954, par le pape Pie XII, et en 1987, par le pape Jean-Paul II.

## International

### Pie XII (1954)

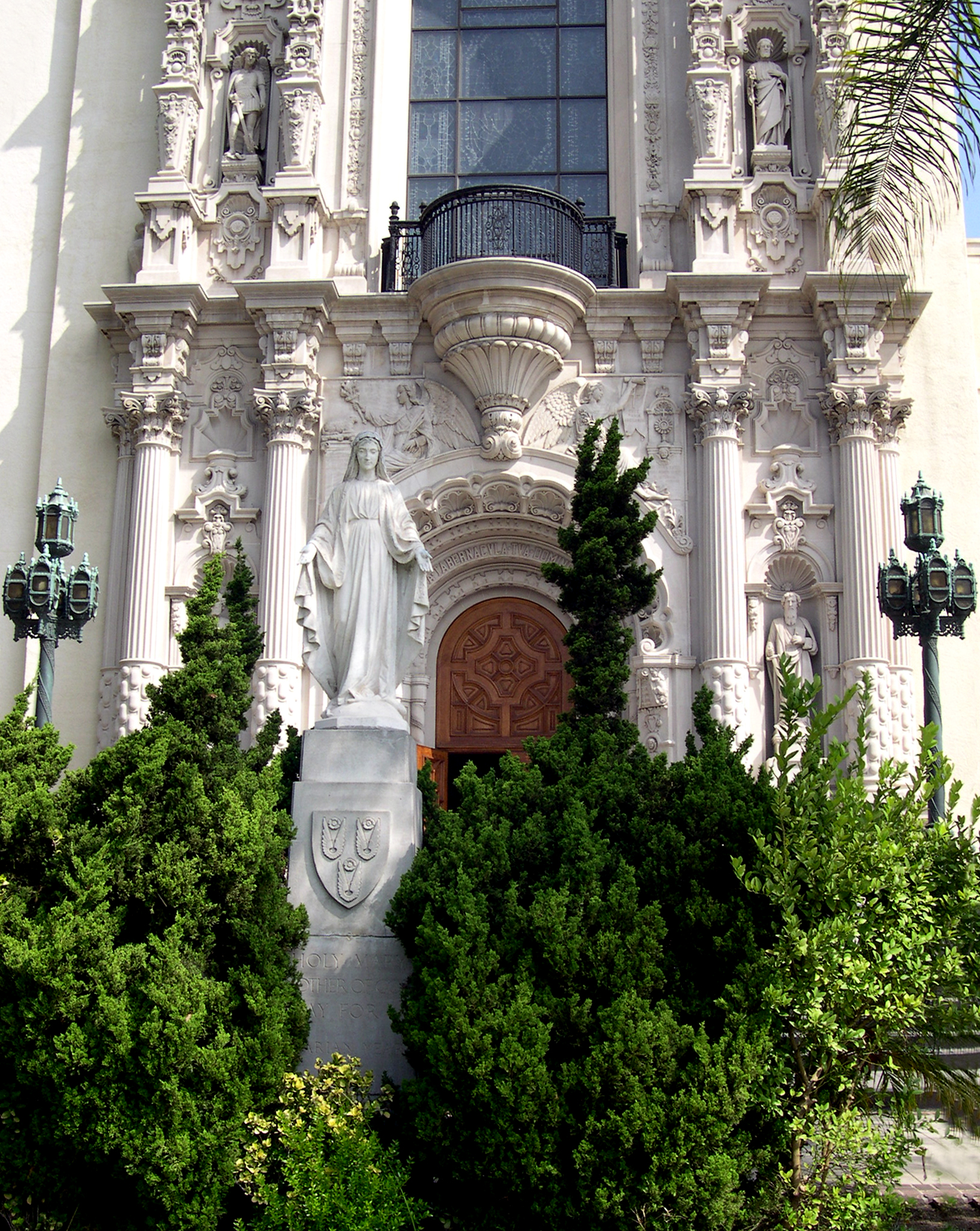
Statue de la Vierge Marie commémorant la première année mariale, église Saint-Vincent de Los Angeles.

En 1953, avec l'encyclique Fulgens corona (en), Pie XII ordonne une année mariale pour 1954, la première dans l'histoire de l'Église. Celle-ci commémore le centenaire de la définition du dogme de l'Immaculée Conception de la Vierge Marie. L'année mariale s'est déroulée de décembre 1953 à décembre 1954. Elle a connu nombre d'initiatives mariales, dans les domaines de la mariologie, des événements culturels et des rassemblements caritatifs et sociaux.

« Les principes du christianisme, que la Vierge Mère de Dieu nous incite à suivre avec empressement et avec énergie, ne peuvent être pleinement et durablement productifs que lorsqu'ils sont effectivement mis en pratique. Tenant compte de cela, Nous invitons chacun d'entre vous [...] à célébrer l'Année mariale que Nous proclamons célébrée dans le monde entier à partir du mois de décembre prochain jusqu'au même mois de l'année à venir. »

— Pie XII, Fulgens corona
Le pape promeut sermons et discours appropriés pour expliquer les croyances mariales. Leur but est d'accroître la foi des fidèles et leur dévotion à la Vierge. Les églises et sanctuaires dédiés à Marie, « ou au moins un autel, dans lequel l'image sacrée de la Bienheureuse Vierge Marie est enchâssée » invitent ainsi plus particulièrement aux messes pour la dévotion chrétienne. Le pape invite particulièrement aux célébrations à la grotte de Lourdes, « où règne une telle dévotion ardente à la Bienheureuse Vierge Marie conçue sans tache de péché. ».
Le 11 octobre 1954, Pie XII publie l'encyclique Ad Caeli Reginam instituant les fêtes de Marie Reine.

### Jean-Paul II (1987)
Lors du Nouvel An 1987, le pape Jean-Paul II proclame une nouvelle année mariale, prévue entre les 7 juin 1987 (Pentecôte) et 15 août 1988 (Assomption). Celle-ci est vue comme une occasion de se préparer au prochain millénaire. Selon Diarmuid Martin, de la Commission Justice et Paix, « l'Église est devenue extrêmement intellectuelle après le concile Vatican II, et le Saint-Père veut ramener un peu de la chaleur traditionnelle qui est passée de mode. » 
L'année mariale est annoncée par l'encyclique Redemptoris Mater, plus longue encyclique mariale jamais écrite par un pontife. Celle-ci vise à définir la croyance mariale et la mariologie au début du XXIe siècle et se veut la « principale ressource d'enseignement pour notre vie spirituelle et notre action pastorale pendant l'Année mariale. ». Pour Gérard Dionne, évêque d'Edmundston : « À une époque où il existe tant de formes différentes de dévotion et de réflexion théologique sur Marie qui n'ont pas été officiellement approuvées par l'Église, il est important de s'appuyer avec confiance sur l'enseignement faisant autorité du Pape. » 
Au début de cette année mariale, le pape fait produire une grande copie de la Madone Colonna pour l'installer sur la place Saint-Pierre, un étudiant lui ayant reproché le caractère froid et incomplet de la place en l'absence de l'image de la Vierge.

## Autres années mariales
- L'Ordre du Carmel déclare une année mariale pour 2021, afin d'approfondir son propre héritage marial. Les activités liées à cette dévotion ont varié entre diocèses, entre séries de conférences, retraites spirituelles ou publications d'ouvrages consacrés à la Vierge par exemple. L'accent a en particulier été mis sur le scapulaire brun comme signe de la protection de Marie et de l'engagement du porteur envers le charisme carmélite[10].
- Une année mariale est décrétée en octobre 2016 par Thomas J. Tobin pour son diocèse de Providence (Rhode Island, États-Unis) à la fin du jubilé international extraordinaire de la Miséricorde en novembre. À l'occasion du centenaire des apparitions de Notre-Dame de Fátima, l'Office diocésain du Culte divin a participé à un pèlerinage au Portugal. Une image missionnaire de Notre-Dame de Guadalupe a également visité les paroisses du diocèse[11].